# Difference Music
Difference Music é uma editora discográfica portuguesa com um vasto catálogo de artistas portugueses e estrangeiros.
Foi criada a partir da editora Música Alternativa criada inicialmente por Samuel Carlos. A Música Alternativa também usou as etiquetas Candy Factory ou Plutónio. Lançou nomes como Blasted Mechanism, Tara Perdida ou Pinhead Society. A Candy Factory relançou alguns discos da Ama Romanta e uma compilação dessa editora.
Depois foi criada a Difference Music que teve artistas como os Donna Maria e lançou várias compilações temáticas.
Etiquetas da editora:
- Difference
- Different World
- Different City
- Different Star
- Different Vision
- Different Kids
- Música Alternativa
- Candy Factory
- Tornado
- Plutónio